# Abraham von Schleinitz
Abraham von Schleinitz der Ältere (* 29. Juni 1556 in Stauchitz; † 17. Januar 1621 ebenda) war Domherr am Naumburger Dom und Besitzer zweier Rittergüter im Kurfürstentum Sachsen. Von 1598 bis 1603 war er außerdem Mitbesitzer der Grafschaft Hohnstein, bestehend aus der Burg Hohnstein, einer der größten Burgen des Harzes und dem Amt Hohnstein, die er gewinnbringend an der Herzog von Braunschweig-Wolfenbüttel veräußerte.

## Leben und Wirken
Abraham von Schleinitz entstammte dem Adelsgeschlecht von Schleinitz. Sein Vater Georg von Schleinitz (1512–1580) war Eigentümer des Rittergutes Stauchitz. Seine Mutter war Juliana von Sundhausen, Tochter von Valentin von Sundhausen aus der stolbergischen Residenzstadt Wernigerode im Harz.
Im Alter von elf Jahren besuchte er die Fürstenschule St. Afra zu Meißen und danach für fünf Jahre die Universität Wittenberg. In Meißen hatte er den evangelischen Theologen und Superintendenten Caspar Eberhard kennengelernt, bei dem er später in Wittenberg zu Tische ging. Nach dem Ende des Studiums schloss er längere Bildungsreisen an, die ihn u. a. nach Italien führten. Nach Hause zurückgekehrt, heiratete er die 34 Jahre alte Maria von Schleinitz, Tochter des verstorbenen Hans von Schleinitz auf Schieritz und später zu Schloss Schleinitz.
Nach dem Tod seines Vaters 1580 verwaltete er zunächst gemeinsam mit seinen Brüder das Rittergut Stauchitz. Als der Letzte unvermählt starb, wurde Abraham alleiniger Rittergutsbesitzer und Erb-, Lehn- und Gerichts- sowie Patronatsherr. Daneben besaß er auch das Rittergut Mautitz bei Riesa.
1588 erfolgte die Verleihung der Würde eines Domherrn im Hochstift Naumburg an Abraham von Schleinitz, was seine zeitweilige Anwesenheit in der Domstadt erforderlich machte. Mit zunehmendem Lebensalter entschloss er sich 1610 zur Resignation.

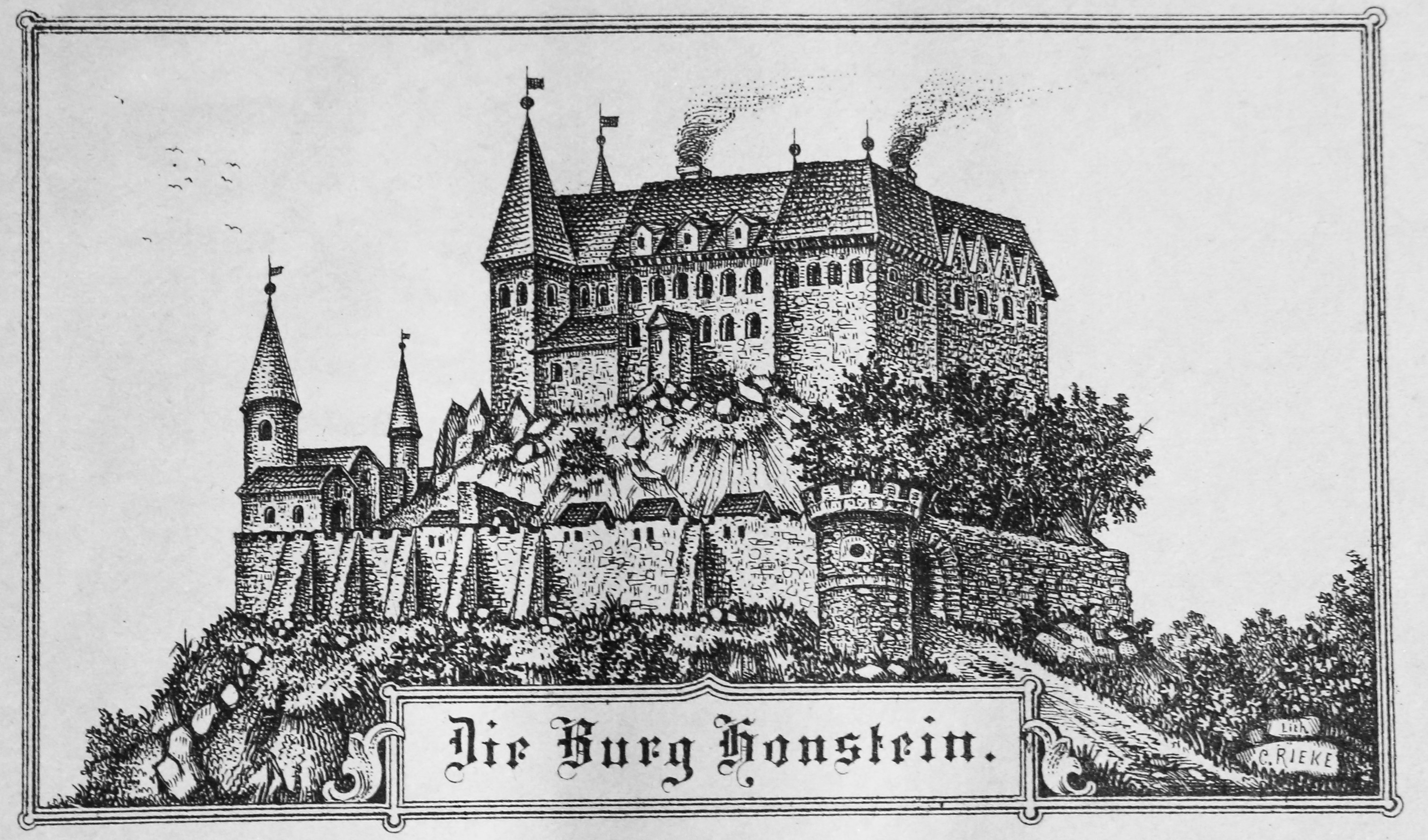
Burg Hohnstein vor der Zerstörung 1627

Durch Erbschaft waren Abraham von Schleinitz und seine Brüder und Vetter Gläubiger der stark verschuldeten Grafen zu Stolberg geworden. Als diese nach Jahrzehnten die Schulden nicht tilgen konnten, setzte Herzog Heinrich Julius von Braunschweig-Lüneburg im Jahre 1598 Abraham von Schleinitz und seine Brüder und Vetter in die bedeutsame Burg Hohnstein und das Amt Hohnstein ein. Der dort residierende Graf Heinrich zu Stolberg wurde gezwungen, die Burg zu verlassen, die fortan in Schleinitz'schen Besitz überging, und sich im aufgelösten Kloster Ilfeld niederzulassen. 1603 verkauften die von Schleinitz die Burg Hohnstein an Herzog Heinrich Julius für die Summe von 24.000 Reichstalern. Die Verkaufssumme wurde aufgeteilt, wodurch Abraham von Schleinitz seine Finanzen sanieren konnte. Die Sache hatte allerdings ein Nachspiel, denn die Grafen zu Stolberg ließen sich die Abnahme der Burg Hohnstein nicht gefallen und klagten durch alle Instanzen bis hin zum Reichskammergericht gegen Herzog Heinrich Julius und namentlich auch gegen Abraham von Schleinitz. Der Reichskammergerichtsprozess erstreckte sich elf Jahre von 1604 bis 1615.
Die Schrift des Pfarrers in der Grafschaft Mansfeld, Wolfgang Bütner, „Epitome Historiarum. Das ist: christliche und kurtze Beschreibung vieler denckwirdiger Historien und Exempel [...]“ Leipzig [...] MDXCVI trägt die Widmung: „Den edlen, gestrengen und ehrenvesten Wolff Albrecht, Georgen, Abraham, Hansen, Sigmunden von Schleinitz, Gebrüdern von und auff dem Hause Stauchitz. Dem auch edelen, gestrengen und ehrenvesten Dietrich von Schleinitz auff Hoff und Bornitz. Und sonst: dem gantzen alten löblichen Geschlechte derer von Schleinitz, Erbsassen im Land zu Meissen etc. meinen insondern günstigen Junckern, freundlichen Patronen und fürnembsten Förderern“.
Nach Abrahams Tod wurde sein Sohn Wolf Albrecht von Schleinitz Erb-, Lehn- und Gerichtsherr von Stauchitz, da sein ältester Sohn Abraham von Schleinitz der Jüngere (1594–1644) außer Landes als Beisitzer an das Reichskammergericht gegangen war.
Die bei seiner Beisetzung am 29. Januar 1621 gehaltene Leichenpredigt vom Pfarrer Petrus Rosinus erschien in Druck. Sie ist in mehreren Leichenpredigtensammlungen im In- und Ausland enthalten. Er hinterließ neben seiner Witwe Maria und dem ältesten Sohn Abraham d. J. auch die beiden Söhne Wolf Albrecht und Veit Dietrich von Schleinitz sowie die beiden Töchter Felicia, Ehefrau von Hieronymus Pflug, und die unverheiratete Anna Maria von Schleinitz.